# Бюрен-ан-дер-Аре
Бюрен-ан-дер-Аре (нем. Büren an der Aare) — коммуна в Швейцарии, в кантоне Берн. 
Входит в состав округа Бюрен. Население составляет 3195 человек (на 31 декабря 2006 года). Официальный код — 0383.

## Известные уроженцы
- Гастон Стробино